# Alessandro Frigerio
Alessandro Frigerio (Tumaco, 15 november 1914) is een voormalig Zwitsers Colombiaans voetballer. Hij was de zoon van Zwitsers diplomaat Reinaldo Frigeiro.

## Carrière
Frigerio speelde gedurende zijn carrière voor de Zwitserse ploegen Young Fellows, FC Lugano, AC Bellinzona, FC Chiasso en de Franse ploeg Le Havre. Hij kwam aan 10 wedstrijden waarin hij 1 keer scoorde voor Zwitserland en hij is ook de jongste speler ooit die speelde voor Zwitserland, hij was toen 17 jaar, 3 maanden en 21 dagen. Met Zwitserland nam hij deel aan het WK 1938 in Frankrijk.
Na zijn voetbalcarrière trainde hij FC Chiasso.

## Erelijst
- Nationalliga topscorer: 1937, 1941, 1942